# Cristo de San Juan de la Cruz
Cristo de San Juan de la Cruz es un cuadro del pintor español Salvador Dalí realizado en 1951. Está hecho mediante la técnica del óleo sobre lienzo, es de estilo surrealista y sus medidas son 205 x 116 cm. Se conserva en el Museo Kelvingrove, en Glasgow, Reino Unido.
La originalidad de la perspectiva y la habilidad técnica a la hora de pintar el cuadro lo han hecho muy popular, hasta el punto de que en 1961, un fanático realizó un acto vandálico contra él de poca gravedad. Durante la década de 1950, el artista volvió a recurrir varias veces al tema de la crucifixión. Un ejemplo es el Corpus hypercubus, pintado en 1954. Para pintar este cuadro se basó en las teorías contenidas en el Discurso sobre la forma cúbica del arquitecto del siglo XVI, Juan de Herrera, responsable del Monasterio de San Lorenzo de El Escorial.
Dalí tomó como modelo para pintar a Cristo al doble de Hollywood, Russ Saunders, o quizá al trapecista Diego Schmiedl.

## Inspiración

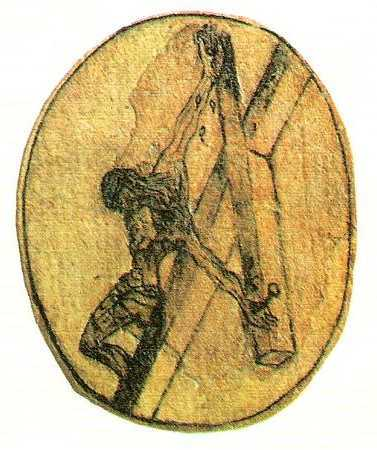
Cristo crucificado, miniatura ovalada realizada por San Juan de la Cruz entre 1572 y 1577, que se conserva en el convento de la Encarnación de Ávila.

Dalí se inspiró de un dibujo del místico San Juan de la Cruz conservado en el convento de la Encarnación de Ávila, y en una imagen que decía haber soñado de un círculo dentro de un triángulo. Esta figura, que según él era como el núcleo del átomo, era similar al dibujo del monasterio, así que decidió usarla en el cuadro.
El paisaje en calma se inspira en Port Lligat y en un dibujo de Velázquez para la rendición de Breda. Los pescadores están inspirados en una pintura de Le Nain.

## Historia
La pintura y sus derechos de propiedad intelectual fueron adquiridos para la Glasgow Corporation en 1952 por Tom Honeyman, el entonces director de los museos de Glasgow (Escocia). Honeyman compró la pintura por 8.200 libras, un precio alto en la época, que incluía sus derechos, lo que ha devuelto a los museos de Glasgow su precio multiplicado varias veces.
Su compra fue motivo de controversia e incluso hubo una petición para evitarla, presentada por estudiantes de la Escuela de arte de Glasgow al Ayuntamiento argumentando que el dinero debía invertirse en un espacio expositivo para artistas locales. A pesar de todo, la controversia hizo que Honeyman y Salvador Dalí se hicieran amigos, escribiéndose durante años tras al adquisición.
La pintura se exhibió por primera vez en el Museo Kelvingrove el 23 de junio de 1952. En 1961 un visitante lanzó una piedra a la pintura y rasgó el lienzo con sus manos. La obra pudo ser restaurada con éxito meses más tarde por conservadores del museo y volvió a mostrarse al público. En 1993, la pintura fue trasladada al Museo de Arte y Vida Religiosa de San Mungo, aunque regresó a Kelvingrove tras su reapertura en julio de 2006. La pieza ganó una encuesta en la que se decidía la pintura favorita de Escocia en 2006, con un 29% de los votos.

## Descripción
La pintura muestra a Jesús crucificado, tomado en perspectiva y visto desde arriba, cuya cabeza, mirando hacia abajo, es el punto central de la obra. La parte inferior del cuadro es un paisaje apacible, formado por la bahía de Port Lligat. Abajo a la derecha, dos pescadores se afanan en el pequeño puerto. Ambos son en realidad pintores famosos retratados por Dalí. Entre Cristo y la bahía se interponen unas nubes de tonos místicos y misteriosos, iluminadas por el resplandor que emana de la cruz y de Cristo. La obra simboliza al Cristo Redentor. El fuerte claroscuro sirve para resaltar la figura de Jesús y provocar un efecto dramático.
Cristo es representado de forma humana y sencilla. Tiene el pelo corto, muy distinto a las representaciones clásicas de Jesús con el pelo largo, y tiene una posición relajada. El letrero en la parte superior de la cruz donde se dice que se colocaron las iniciales INRI, está representado con una hoja de papel pequeña y doblada.
Dalí utilizó un trapecista profesional como modelo para pintar a Cristo. Cabe señalar que Cristo no está herido ni está clavado a la cruz; no hay llagas ni heridas ni mucho menos sangre. Parece que flota junto a la cruz.
Se representa a Cristo desde arriba, desde donde podría verlo Dios Padre, como si el artista se arrogara ese papel.

## Descripción de Dalí
En el número especial de 1952, editado por la Scottish Art Review, Dalí explica la pintura con las siguientes palabras:

La posición de Cristo ha provocado una de las primeras objeciones respecto a esta pintura. Desde el punto de vista religioso, esa objeción no está fundada, pues mi cuadro fue inspirado por los dibujos en los que el mismo San Juan de la Cruz representó la Crucifixión. En mi opinión ese cuadro debió ser ejecutado como consecuencia de un estado de éxtasis. La primera vez que vi ese dibujo me impresionó de tal manera que más tarde, en California, vi en sueños al Cristo en la misma posición pero en paisaje de Port Lligat y oí voces que me de decían: "¡Dalí tienes que pintar ese Cristo!".

Y comencé a pintarlo al día siguiente. Hasta el momento en que comencé con la composición, tenía la intención de incluir todos los atributos de la crucifixión –clavos, corona de espinas, etc.- y de transformar la sangre en claveles rojos sujetos en las manos y los pies, con tres flores de jazmín sobresaliendo de la herida del costado. Las flores hubieran sido realizadas a la manera ascética de Zurbarán. Pero justo antes de finalizar mi cuadro, un segundo sueño modificó todo esto, tal vez a causa de un proverbio español que dice: A mal Cristo, demasiada sangre.

En ese segundo sueño, vi el cuadro sin los atributos anecdóticos: sólo la belleza metafísica del Cristo-Dios. También había tenido al principio la intención de tomar como modelos para el fondo a los pescadores de Port Lligat, pero en ese sueño, en lugar de ellos, aparecía en un bote un campesino francés pintado por Le Nain, del cual sólo el rostro había modificado a semejanza de un pescador de Port Lligat. Sin embargo, visto de espaldas, el pescador tenía una silueta velazqueña. Mi ambición estética en ese cuadro era la contraria a la de todos los Cristos pintados por la mayoría de los pintores modernos, que lo interpretaron en el sentido expresionista y contorsionista, provocando la emoción por medio de la fealdad. Mi principal preocupación era pintar a un Cristo bello como el mismo Dios que él encarna.